# Kalanos
Kalanos (Oudgrieks: Καλανὸς), Calanus, Caranus, Kalýana of Sphínēs (ca. 398–323 v.Chr.) was een gymnosofist, een Indische ascetisch filosoof, die Alexander de Grote begeleidde op zijn reis terug naar Perzië. Op hoge leeftijd maakte Kalanos vanwege de met zijn ouderdom gepaard gaande kwalen een einde aan zijn leven door zelfverbranding.
Toen de Indische campagne van Alexander de Grote in 326 v.Chr. in Taxila arriveerde, zou Alexander Onesicritus – een volgeling van de filosoof Sinope – naar de gymnosofisten hebben gestuurd, aangezien de gymnosofisten zich niet lieten ontbieden. Onesicritus zou zich hebben moeten uitkleden voordat de gymnosofisten verder met hem in discussie gingen. Dandamis, de leider van de gymnosofisten, zou geweigerd hebben om mee te komen naar Alexander en zou Kalanos bekritiseerd hebben toen deze wel meeging. Volgens Philo van Alexandrië zou Kalanos gedwongen zijn, maar dat wordt in andere bronnen niet genoemd. Arrianus meldde dan weer dat de Indische koning Taxiles Kalanos zover had gekregen.
Volgens Onesicritus kreeg Kalanos zijn bijnaam omdat hij iedereen groette met kale. Zijn eigenlijke naam zou Sphínēs zijn geweest. Kale zou mogelijk een Griekse verbastering van kalyanamitta zijn, wat in boeddhistische geschriften veel voorkomt als edele vriend.

## Religie
Aangezien Gandhara in de vroege vedische tijd een van de kerngebieden van het brahmanisme was en ook in de tijd van Alexander nog in die invloedssfeer lag, is veelal aangenomen dat Kalanos een brahmaan was, meer specifiek een wereldverzaker. Andere mogelijkheden zijn dat hij het jaïnisme of boeddhisme aanhing. Problematisch daarbij is dat voor beide laatste religies ahimsa (geweldloosheid) van groot belang is. Volgens het jaïnisme is sallekhana – dood door vasten – wel toegestaan, maar vuur is uit den boze, omdat het vliegen kan doden. Daarmee is ook zelfverbranding uitgesloten. Ook zijn er geen archeologische aanwijzingen van een jaïnische aanwezigheid in Gandhara rond deze tijd.
Een andere mogelijkheid is dat Kalanos een aanhanger was van Sanjaya Belatthiputta. Diens werk is echter niet overgeleverd en slechts bekend van de kritische benadering in boeddhistische geschriften. Hier is dan ook geen definitieve uitspraak over mogelijk.
De Grieken onderscheidden bij de gymnosofisten twee groepen, de brachmanes en de sarmanes, ook wel sarmanai of garmanes. Hierin zijn de brahmanen te herkennen en diegenen die het brahmanisme verwierpen, de sramanen. Nearchos, een admiraal van Alexander, stelde dat Kalanos tot de niet-brahmanen behoorde. Onder meer Heinz Kruse stelde dat Kalanos zeker geen boeddhist was, aangezien shramanisme toen nog niet het boeddhisme aanduidde, maar heterodoxe brahmaanse richtingen, waaronder die van brahmaanse kluizenaars. Ook volgens Johannes Bronkhorst speelde boeddhisme rond deze tijd geen rol in Taxila.
Georgios Halkias zag meer aanwijzingen dat Kalanos juist wel een boeddhist was, onder meer in de les aan Alexander waarover Plutarchus verhaalde, waarbij Kalanos een gekrompen en verschrompelde huid op de grond gooide. Hij begon op de randen te staan om de huid glad te strijken, maar telkens als dat aan een kant gelukt was, kwam de andere kant weer omhoog. Pas toen hij in het midden ging staan, kreeg hij de huid glad. Dit zou volgens Plutarchus een les zijn om niet te veel aandacht te geven aan de randen van het grote rijk, maar de aandacht te verleggen naar het centrum. Volgens Halkias zou dit echter ook kunnen duiden op de boeddhistische Middenweg. Ook zouden boeddhisten vaker patronage zoeken bij machtige heersers en meer open staan voor vreemdelingen.
Hoewel rituele zelfmoord voorkwam onder brahmanen, was dit vaker door middel van verdrinking in een heilige rivier. Volgens Plinius de Oudere werd zelfverbranding niet binnen de vier varna's uitgevoerd, maar was voorbehouden aan een vijfde klasse die streefde naar wijsheid. Verschillende asceten als de parivraj, parivrajaka en de wereldverzakers (samnyasin) vielen buiten de vedische ascetische beweging, maar vonden hun oorsprong in Groter Magadha.

## Zelfverbranding

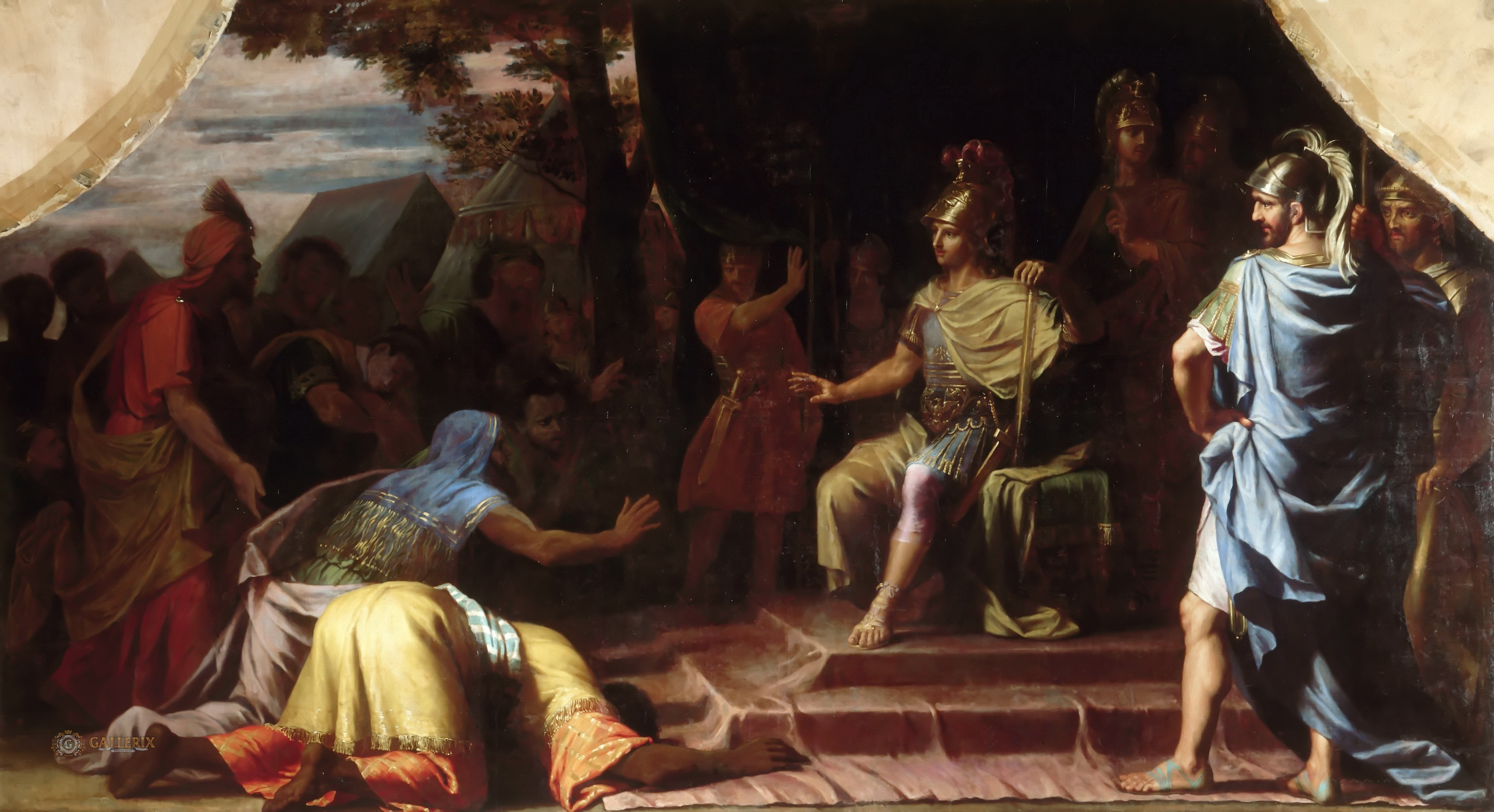
Alexander de Grote ontvangt nieuws over de dood door opoffering van de Indiase gymnosophist Calanus, Jean Baptiste de Champaigne, 1672.

Op de terugreis van Alexander naar Perzië zou Kalanos bij Pasargadae op 73-jarige leeftijd voor het eerst in zijn leven ziek zijn geworden. Hij zou Alexander hebben gezegd dat hij zijn leven wilde beëindigen voordat zijn ziekte hem zou verhinderen om zijn gekozen levenswijze te blijven volgen. Onder leiding van Ptolemaeus werd vlak voor Susa een brandstapel gebouwd, waarna Kalanos zichzelf in de vlammen van het leven benam. Mogelijk deed hij dat in een vorm van meditatie, een samadhi.
Ook de Indische gymnosofist Zarmanochegas zou zich rond 19 v.Chr. in Athene zo van het leven hebben beroofd. De dood van Kalanos zou een inspiratie zijn geweest voor de Griekse cynische filosoof Peregrinus Proteus die zichzelf zo tijdens de Olympische Spelen van 165 van het leven benam.